# Muralla de Lima
La muralla de Lima fue una fortificación constituida principalmente por muros y bastiones cuya finalidad fue defender la Ciudad de los Reyes de posibles ataques del exterior. Fue construida entre 1684 y 1687 durante el gobierno del virrey, Melchor de Navarra y Rocafull. Estuvo ubicada en el trazo de las actuales avenidas Alfonso Ugarte, Paseo Colón, Grau y la margen izquierda del río Rímac. Fue demolida en 1871. Actualmente se pueden apreciar sus restos en el parque de la Muralla o en el baluarte Santa Lucía. 

## Historia
Además de la construcción de las murallas defensivas, estaba en la ribera del río Rímac el tajamar, que servía para proteger a la ciudad de sus crecidas, y que fue construida por los franciscanos en 1610. 
La antigua muralla se construyó alrededor de la ciudad entre 1684 y 1687 durante el gobierno del virrey, Melchor de Navarra y Rocafull. Tenía como fin proteger las riquezas atesoradas en Lima y proteger a la ciudad de los piratas y corsarios que asolaban los mares en su misión geopolítica de controlar desde Panamá al Cabo de Hornos en el siglo XVII. Medía casi casi 11 700 m de longitud, 34 baluartes y 10 portadas (o portales), y envolvía el damero y el barrio del Cercado. La tierra para su construcción se obtuvo de algunas huacas menores situados en el actual distrito de Barrios Altos. Solo quedó por fuera de su perímetro el actual distrito de Rímac. Sus portadas eran: Martinete, Maravillas, Barbones, Cocharcas, Santa Catalina, Guadalupe, Juan Simón, San Jacinto, Callao y Monserrate.
La principal consecuencia urbana de la construcción de la muralla fue la densificación de Lima y la conformación de trama urbana enmarañada siguiendo el trazo de dos caminos incas. Estos dieron lugar a los jirones Ancash y Junín y sus alrededores se llamaron Barrios Altos por su posición con respecto al centro. Por su parte, los portales generaron ejes irradiados que definieron los parámetros de su urbanización en los siglos XVII y XIX.

### sigloXIX
En 1808, para la construcción del Cementerio General, se demolió un buen sector de la muralla. Durante el siglo XIX las murallas sirvieron como basureros informales, y los extramuros se tugurizaron y se convirtieron en barrios violentos. A mediados del siglo XIX, la ciudad vivió un auge económico gracias a la explotación del guano y del salitre, lo cual estimuló el crecimiento demográfico, de modo que hacia 1860 Lima alcanzó los 120 000 habitantes y rebasó el perímetro de la muralla, que se había convertido en un freno para la expansión urbana.
Como parte de los programas de expansión urbana y con miras a la construcción de nuevas avenidas, en 1868 el gobierno del presidente José Balta decidió demoler la muralla y llevó a cabo su propósito en 1871. Esta nunca sirvió para defender la ciudad ante un eventual acoso de piratas, al punto que el historiador Raúl Porras Barrenechea mencionó que "murió virgen de pólvora".

### En la actualidad
El perímetro de la muralla corresponde a grandes líneas a las actuales avenidas Alfonso Ugarte, Paseo Colón, Grau y sirvió para definir el centro histórico de Lima, declarado Patrimonio de la Humanidad por la UNESCO.
Existen pocos vestigios de las estructuras defensivas limeñas. Algunos están en el parque de la Muralla, construido en la margen izquierda del río Rímac, donde se pueden observar los restos del tajamar que hicieron los franciscanos en 1610. En los Barrios Altos hay por su parte tres vestigios, los baluartes de Santa Lucía, Puerto Arturo y Comandante Espinar. De los dos últimos, en los jirones República y Pativilca, apenas se conservan fragmentos ruinosos. Por el contrario, el de Santa Lucía se encuentra en un estado aceptable de conservación; mide 150 m de largo, y está ubicado entre Casa Hogar Gladys para mujeres desamparadas y la estación El Ángel del Metro de Lima, desde donde es visible.

## Galería

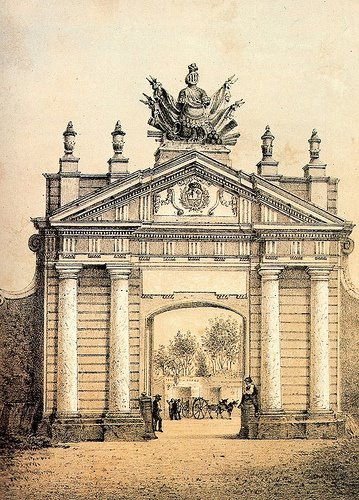
Portada de Maravillas
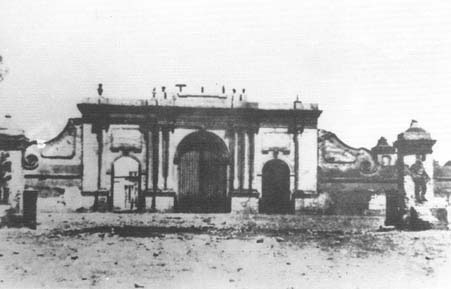
La Portada del Callao, en 1870
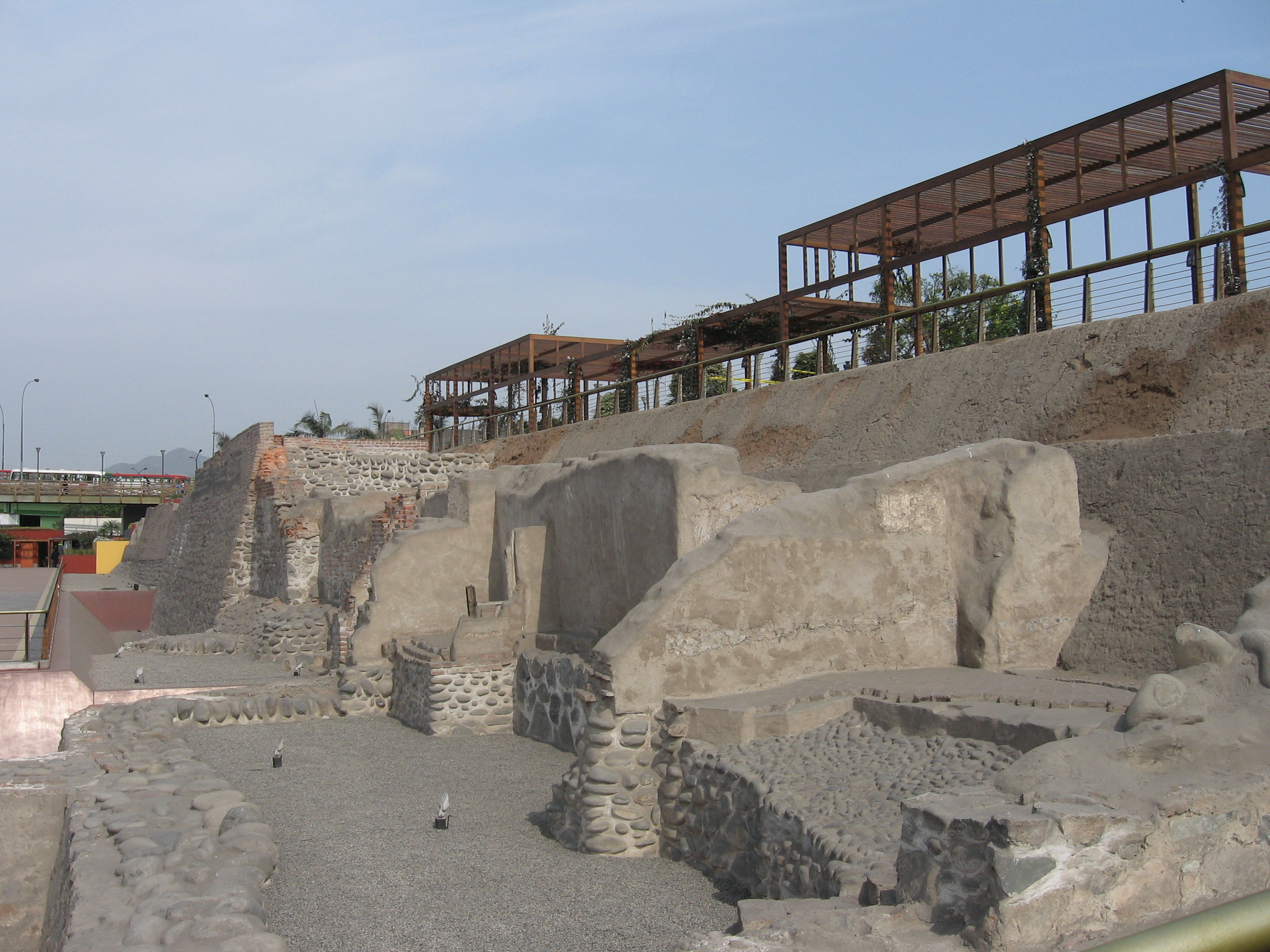
Restos en el Parque de la Muralla
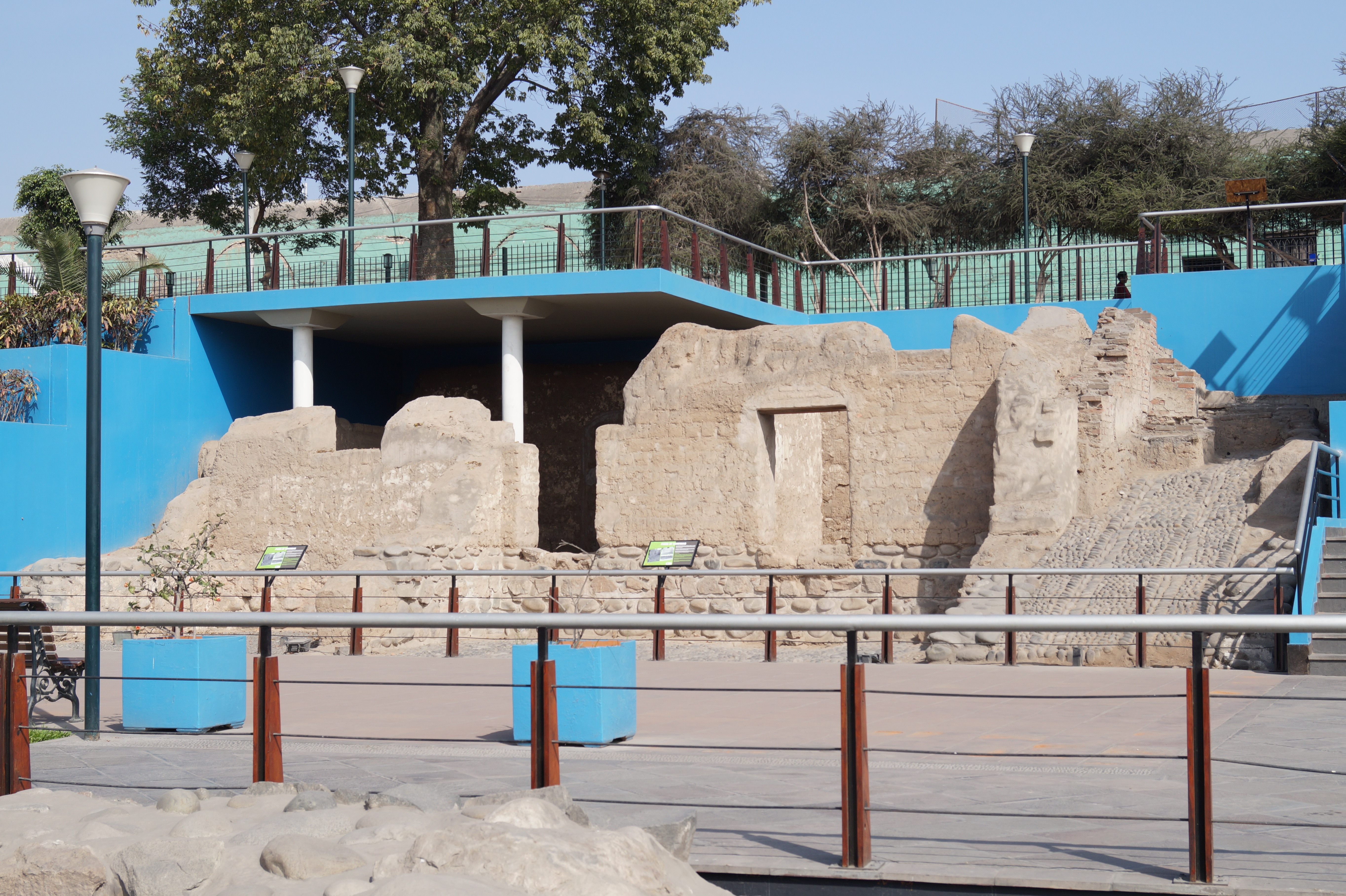
Muro en el Parque de la Muralla